# Muro de los te amo
El Muro de los te amo (en francés: Mur des Je t'aime) es un mural de 40 metros², compuesto por 612 baldosas de lava esmaltada, que reproducen 311 «te amo» en 250 idiomas, entre los que se encuentran: náhuatl, navajo, bambara, malgache, tigriña, tongano, nubiano, enga, futuna, wolof o amárico. Creado por Frédéric Baron y Claire Kito, este ocupa un muro de la Place Jehan-Rictus, en la Place des Abbesses, en Clignancourt. 

## Origen
En primera instancia, Frédéric le pidió a su hermano menor escribiera «te quiero» en varios idiomas, después hizo lo mismo con sus vecinos árabes, portugueses, rusos, y otros. Después de un tiempo Frédéric había logrado compilar más de 100 veces «te amo» en 300 idiomas y dialectos. Baron le pidió a Claire Kito, una artista caligráfica, que ensamblara los «te quiero», de la colaboración de ambos de un muro con esta mágica palabra en los principales idiomas y dialectos del mundo, idea con la cual Daniel Boulogne quedó fascinado, y realizó el proyecto, proyecto que sería inaugurado en el otoño del 2000.

## Simbolismo
El simbolismo de la pared fue una elección personal del artista. El muro es, por supuesto, un símbolo de división y separación, Frédéric Baron deseó que este muro también pudiera ser un soporte para el más hermoso de los sentimientos humanos.
Los fragmentos rojos que salpican el fresco representan las piezas de un corazón roto que, si se combinan, forman un corazón perfectamente compuesto.

## Situación y acceso
El Mur des Je t'aime está ubicado en la Plaza Jehan-Rictus, en Clignancourt, XVIII Distrito de París, y se puede acceder a ella por la estación des Abbesses. Cerca del muro están,  la Plaza Jehan-Rictus, la Plaza des Abbesses, Saint-Jean de Montmartre.